# Linneíta
La linnaeíta es un mineral de la clase de los minerales sulfuros, y dentro de esta pertenece a los llamados grupos de la linnaeíta y de la tioespinela. Fue descubierta en 1845 en las minas de Skinnskatteberg, en la provincia de Västmanland (Suecia), siendo nombrado en honor de Carl von Linné, científico y taxónomo sueco. Sinónimos poco usados son: pirita cobáltica, cobaltina o lineíta.

## Características químicas
Es un sulfuro simple de cobalto, anhidro. El grupo de la linnaeíta son sulfuros y similares que cristalizan en isométrico.
Forma una serie de solución sólida con la polidimita (Ni3S4), en la que la sustitución gradual del cobalto por níquel va dando los distintos minerales de la serie.
Además de los elementos de su fórmula, suele llevar como impurezas: níquel, cobre, titanio, hierro y selenio.

## Formación y yacimientos
Aparece en vetas de origen hidrotermal en las que haya otros sulfuros de cobalto y níquel.
Suele encontrarse asociado a otros minerales como: calcopirita, pirrotina, millerita, bismutina, gersdorffita, carrollita, cattierita, ullmannita, marcasita, pirita, galena o esfalerita.

## Usos
A pesar de su rareza o escasez, es buscado en las explotaciones minerales en filones de sulfuros de este tipo como mena del cobalto, un metal de gran importancia estratégica para la fabricación de tecnología punta.